# Fast combat support ship
Fast combat support ship désigne, selon le système de désignation des bâtiments de l'US Navy, un type de navire auxiliaire de ravitaillement. On peut le traduire en français par navire rapide de soutien au combat. Différent des navires logistiques traditionnels, ce navire est conçu pour suivre un groupe aéronaval ou un carrier strike group à grande vitesse, et est capable de fournir tous les types de nécessités pour la flotte.